# Puchay
Puchay település Franciaországban, Eure megyében. Lakosainak száma 609 fő (2022. január 1.). Puchay Coudray, Lisors, Lyons-la-Forêt, Morgny, La Neuve-Grange, Nojeon-en-Vexin és Saussay-la-Campagne községekkel határos.

## Népesség
A település népességének változása:
| Lakosok száma | 383  | 451  | 380  | 530  | 580  | 607  | 626  | 652  | 640  | 609  |
|               | 1968 | 1982 | 1990 | 2006 | 2013 | 2015 | 2017 | 2019 | 2020 | 2022 |